# سيلال سندل
سيلال سندل (12 مارس 1942 – 12 ديسمبر 2006) هو ملاكم تركي راحل، مثّل بلاده في الألعاب الأولمبية الصيفية 1968.

## روابط خارجية
سيلال سندل على موقع أوليمبيديا (الإنجليزية)